# São Sebastião da Vitória
São Sebastião da Vitória é um distrito do município brasileiro de São João del-Rei, situado no estado de Minas Gerais. A economia local é predominantemente voltada para a agropecuária. O distrito é cortado pela BR-265, proporcionando fácil acesso rodoviário.[carece de fontes?]

## História
A devoção a São Sebastião deu origem ao nome do distrito, em referência à construção da primeira capela, inaugurada em 4 de outubro de 1884 pelo padre José Bonifácio dos Santos. De acordo com a tradição oral, o local já era conhecido como Vitória devido às celebrações da vitória na Guerra dos Emboabas. O nome São Sebastião foi posteriormente adicionado.
Em 28 de abril de 1880, o padre José Bonifácio solicitou permissão ao bispo de Mariana, Dom Antônio Maria Correia de Sá e Benevides, para a construção da capela, que foi elevada à categoria de matriz em 25 de março de 1925, por decreto canônico de Dom Helvécio Gomes, então arcebispo de Mariana. O cônego João Batista da Trindade, vigário de Conceição da Barra de Minas, foi designado para prestar assistência à nova paróquia.
A construção da nova matriz, maior e mais planejada, teve início em 19 de março de 1961, com o apoio do padre Antônio Domingos Batista Lopes e da comunidade local.

### Criação do distrito
São Sebastião da Vitória foi oficialmente criado como distrito pela Lei Municipal nº 70, de 15 de janeiro de 1900.

## Estatísticas
- Código IBGE: 316250020[4]
- Área: 346,20 km²

## Circunscrição eclesiástica
A paróquia de São Sebastião da Vitória, dedicada a São Sebastião, está subordinada à Diocese de São João del-Rei.